# 希腊方案
希腊方案（羅馬化：Elliniki Lisi）是希腊的一个右翼政党。该党成立于2016年6月28日。该党的意识形态是民族保守主义、社会保守主义、欧洲怀疑主义、右翼民粹主义、希腊民族主义。该党的主席是Kyriakos Velopoulos，副主席是Vasilis Viliardos，新闻书记是Evaggelos Fanidis。该党的总部位于雅典。该党持亲俄立场，并支持希腊正教会。